# 라켓소년단
《라켓소년단》은 2021년 5월 31일부터 2021년 8월 9일까지 방영된 SBS의 월화드라마이다.

## 줄거리
배드민턴계의 스포츠 스타를 꿈꾸는 라켓소년단의 소년체전 도전기이자, 땅끝마을 농촌에서 펼쳐지는 열여섯살 소년소녀들의 깨발랄 성장드라마.

## 등장 인물

### 해남서중
- 김상경 : 윤현종 역 - 최강 친화력과 넉살을 갖춘 능청스런 헐랭이

친구의 빚보증을 시작으로, 이제는 아무것도 하지 않아도, 점점 가난해지는 집안의 가장. 그래도 긍정적인 것이 장점이자 단점.
피부인지 의심이 들 정도로 365일 입는 검은색 트레이닝복이 강제 트레이드마크.
본인은 절대 아니라고 하지만, “아빠 땐 말이야~”를 입에 달고 사는 전형적인 어른.
세기말 유행어와 말장난이 특기이자, 취미인 아재개그 마니아. 당연히 주변의 호응은 없음.
한때 국가대표를 지냈지만, 현실은 생활체육 강사를 하며 회원들의 비위를 맞추는 게 일.
어딘가 부족해 보여도 정 많고 사람이 좋아 오히려 손해를 보는 케이스. 더 이상 도시에서 버틸 수 없게 되자, 선배의 권유로 농촌에 내려옴.
생활비를 위해 어쩔 수 없이 맡게 된 해남서중 배드민턴부. 그러다 아이들과 함께, 현종도 조금씩 성장해가면서 진심으로 배드민턴을 대하기 시작하는 중.
아들 해강에게 매번 무시당하고, 친구처럼 티격태격 싸우기도 하지만, 해강을 위해서 자신의 모든 것을 포기하고 무엇이든 할 수 있는 아들 바라기.
- 탕준상 : 윤해강 역 (아역 : 김태율) - 깡촌에서 배드민턴을 시작한, 야구부 도시소년

평소에 화가 많은 다혈질로, 말투나 행동이 다소 까칠해 주의 요망. 서울 생활 16년, 원치 않는 전학으로 인해 그 정도가 더욱 심해짐. 특히 아버지에게, 필요 이상으로 센 척, 쿨한 척을 하나, 개와 귀신은 무서워하는 쫄보 성향.
“나야, 나 윤해강이야!”를 자신만만하게 자주 외침 서울에서 왔다고 부원들과 농촌을 무시하는 경향이 있음. 부원들과의 관계, 농촌 생활에 대한 적응을 주의 깊게 살펴볼 필요가 있어 보임. 무엇보다 부자 관계에서 트러블이 생기지 않도록 각별한 주의와 배려 필요.
경기든 일상에서든 지는 건 못 참는 미친 승부욕의 소유자. 연애 경험 無. 아직은 사랑보다 우정이 좋다는 모태솔로, 의리남.
우상은 국가대표 선수 양현종 선수, 치킨을 좋아하는 전형적인 애들 입맛 소유자. 요샛말로 전형적인 츤데레. 성격과 성향에 대해서는 의견이 분분하나 운동능력이 뛰어나고, 앞으로의 발전 가능성이 기대되는 괴물인 것은 분명!
- 손상연 : 방윤담 역 - 외모와 실력을 겸비, 인스타 팔로워 10만을 꿈꾸는 전국구 관종

자기애 넘치는 전국구 인기남이자, 눈 뜨면 SNS부터 촥인하는 관심종자. 아들의 운동에 전폭적으로 지원하는 부모님이 빵집을 운영해, 별명은 ‘빵윤담’ 아들이 피자를 즐겨 먹어, 간식으로 피자를 자주 보내주심.
6남매 중 장남. 표현은 안하지만 맏이로서 상당한 책임감을 느끼고 있는 듯함. 평소 훈련 때도 주장으로서의 리더십이 강하고, 파이팅이 좋은 스타일. 지킬 건 지킨다! 절대로 선생님, 부모님이 정해준 선을 넘지 않음.
때와 장소를 가리지 않고 (쓸데없는) 내기를 제안하는 내기중독자. 콜라 빨리 마시기 등의 지도가 필요한 내기들도 목격함. 반전으로 연애경험 無. 여학생들의 관심에 무덤덤.
강한 스매기가 주특기인 공격형 선수, 전국대회 단식 8강 진출! 팀의 에이스로 활약 중. 대도시에서 주기적으로 스카우트 제안을 받고 있으나, 거절한 이유는 불분명. 최근에는 접전 상황에서 조급해하고 서두르는 경향이 있음. 해결책으로 꾸짖음보다는 칭찬이 적합하다고 판단, 멘탈 관리에 더욱 집중할 예정.
- 최현욱 : 나우찬 역 - 해남서중 힙합왕이자 자상남!

교장 선생님에게도 힙합식 인사를 건넨 적이 있어, 각별히 주의 요망!
교우들과의 공감 능력이 뛰어남. 모든 면에서 디테일하고 섬세한 성격의 소유자.
덕분에 티격태격하는 부원들의 중재자이자 상담사. 또한 생일과 기념일을 잘 챙기는 자상남.
1년 후배인 용태와 사이가 각별하고, 자타공인 배드민턴부의 단짝.
군인 가족이라 부모와 떨어져 지냄. 모든 게 힙합이지만 아버지에게는 ‘다나까’ 말투를 사용함. 아버지는 아들이 운동하는 것을 못마땅해 함. 하루 부대 발령 시, 전학을 고려하고 있음. 잦은 전학으로 본인이 피로함을 느끼고 있어서, 각별히 신경 쓸 필요가 있어 보임,
최근 배드민턴 실력도 정체 중. 스매시에 힘이 부족하고, 체력과 지구력에도 현저히 떨어짐. 후배의 성적이 더 좋은 것에 대해 자신감을 잃지 않도록 격려하는 것이 무엇보다 필요. 그래도 수비 하나 만큼은 전국 톱클래스!
- 김강훈 : 이용태 역 - 배드민턴판 알쓸신잡이자, 투머치토커!

배드민턴판 알쓸신잡. 배드민턴에 대해선 A부터 Z까지 모르는 게 없음. 전형적인 TMI(정보과잉)이자 TMT(투머치 토커). 가끔 그 정도가 심해 형들의 매를 벌지만, 없으면 허전한 자타공인 분위기 메이커. “나한테 좋은 생각이 있는디” 와 “디지네 디져~”를 입버릇처럼 달고 사는 아이디어뱅크이자 잔머리 대마왕.
민간요법의 달인. 독초와 약초를 구분하는 재능이 있고, 자연과 농사에 대해서도 모르는 것이 없음. 부원 중에서는 우찬이와 각별하고, 많이 의지하는 것으로 보임.
이용대 덕후! 옷차림부터 운동스타일. 세레머니까지 모두 카피하려는 경향이 있음. 순발력 있는 네트플레이 등 전반적으로 안정된 경기력을 발휘하지만, 반대로 자신만의 주특기가 없다는 것이 단점.
평소에는 괜찮으나, 큰 경기 때는 과도하게 긴장하고, 심리적 불안감이 심함. 그럴 때마다, 속옷 색깔, 유니폼 착용 순서 등 모든 징크스에 집착.
롤모델인 이용대 선수와의 만남을 학수고대! 때론 과한 경향이 있지만, 동기부여이자, 실력상승에 긍정적인 영향을 줄 것으로 사료됨.
- 김민기 : 정인솔 역 - 공부 우등생, 체력도 우등생!

전국 상위권 성적의 전교1등인 군의장 아들. 교장에게 유일하게 의견을 낼 수 있는 전교회장.
모든 면에서 깐깐하고, 작은 것에도 예민하게 반응하는 까칠남.
그래서인지, 반 평균을 떨어뜨리고, 시끄럽게 떠드는 배드민턴부, 특히 해강이와 매일같이 티격태격이다.
지금 인솔에게 가장 중요한 것은 공부다. 친구들이 게임하고, 운동하고, 영화보고 놀 때, 열심히 노력하면 미래가 달라질 거라 굳게 믿는다.
운동은 공부를 못하는 애들이 하는 거라고 생각해, 배드민턴부를 철저하게 무시한다.
운동은 공부를 못하는 애들이 하는 거라고 굳게 믿어 왔지만, 요즘 들어 수학 함수 그래프보다 셔틀콕 포물선이 눈에 더 들어오기 시작했다.
공부에서 만큼이나 코트에서도 지기 싫어하는 승부사. 철저한 패턴 분석과 다양한 경우의 수를 고려한 플레이가 장점인 숨은 고수!

### 해남 제일여중
- 오나라 : 라영자 역 - 배드민턴계의 살아있는 전설! 범접할 수 없는 카리스마!

아시안 게임 여자 단식 금메달리스트, 배드민턴계의 살아 있는 전설! 현재는 전국 1등 해남제일여중 코치. 코트 안팎의 전략과 정치, 모든 것이 완벽한 카리스마 여장부.
트레이닝복 차림의 다른 코치들과 달리 항상 말끔한 정장 차림. 그녀의 카리스마를 돋보이게 하는 장치이기도 함.
매서운 눈빛과 말 한마디로 다른 학교 학생들도 벌벌 떨게 만드는 공포의 대상. 사람들은 그녀를 ‘라노스’(타노스)라 부름. 물론 눈에 띄지 않은 곳에서만. 누구든지 헛소리를 하면, “됐고!” 한마디로 모든 것을 한 방에 정리함.
누구보다도 무섭지만, 사실 아이들을 위해서라면 모든 걸 해내는 열정적인 코치. 대회마다 아이들이 항상 본인마다 우선이며 경기 며칠 전부터 아이들을 위한 주변 상황 체크는 그녀에게 당연한 것.
카리스마 뒤에 세심함이 숨겨진 해남제일여중 코치.
- 이재인 : 한세윤 역 (아역 : 신린아) - 최연소 국가대표를 꿈꾸는 배드민턴 소녀

청소년(중학교) 국가대표 에이스! 초6 때 이미 ‘시즌 전관왕’ 등극. 타고난 재능보다 꾸준한 연습으로 만들어진 ‘노력형 천재’. 완벽주의이자 눈병에 걸려도 훈련은 나오는 연습벌레. 때론 피곤한 스타일.
어떤 시합에서든지 관심 집중. 어린 선수들의 워너비이자 롤모델. 배드민턴에 대해서는 그 어떤 양보도, 타협도 없는 냉혈한 면도 보임. 말수가 적고, 배드민턴을 제외한 모든 것에 무관심하며 무뚝뚝한 편. (인줄 알았으나) 친구와 있을 때는 수다도 떨고, 승리 후 세레머니를 하며, 먹방 유튜브를 보는 것이 취미.
지는 것, 싫은 소리 듣는 것을 죽기보다 싫어함. 오래달리기, 체력훈련에서도 남자 선수들을 이기고 1등을 차지할 만큼 악바리. 심지어 우는 모습을 한 번도 본 적이 없을 만큼 감정을 잘 숨기지만, 가끔 경기 중에 감정이 드러나는 플레이를 하는 경우가 있어 지도가 필요함. 과격한 슬라이딩은 부상 위험이 있어 만류했음에도 불구하고 본인의 고집을 꺾지 못함.
시합 전에는 고기와 인스턴트 음식을 먹지 않는 자기 관리의 신. 경기 전에 줄넘기로 몸을 풀며 컨디션 조절. 그때는 지도자라도 건들면 위험한 초예민 상태. 현재의 기량만 꾸준히 유지한다면 최연소 국가대표의 꿈을 이룰 수 있을 것으로 전망!
- 이지원 : 이한솔 역 - 좋아하는 것도, 하고 싶은 것도 많은 금사빠 여중생.

좋아도, 놀라도, 슬퍼도, “헐~”을 외치는, 이 구역의 인싸 여중생. 해남제일여중 군기반장. 후배 앞에선 까칠한 말투의 무서운 선배. 욱하는 기질도 있음. 남자 선수들도 한솔의 눈빛과 말발에 꼼짝 못 하고 깨갱하는 것을 몇 번 목격.
3년째 세윤의 복식 파트너. 복식경기 중, 자기잠 상대의 타깃이 되는 것에 스트레스. 전국구 실력이지만, 세윤과 비교될 때는 2인자 콤플렉스가 다소 있음. 한솔이나, 다른 부원들 앞에서 세윤이만 칭찬하는 것을 지양해야 함.
금사빠 기질이 있음. 잘생긴 선수들 앞에서는 말투와 표정부터 다름. 화장은 고수, 외모에 관심이 많고, 투블럭은 절대 싫다며 몇 년째 버티는 중.
외모, 수다, 연예인에 관심 많은 10대 소녀.

### 해강이네 가족
- 안세빈 : 윤해인 역 - 윤해강의 여동생.

나이로는 막둥이지만 정신연령은 서열 1위인 애어른. 맞는 말만 골라 하다못해, 가슴을 후벼 파는, 일명 팩폭소녀!
보물 1호는 항상 안고 자는 인형! 자기를 지켜 준다고 믿는다.
천식 때문에 밤마다 기침이 심해짐. 먼지 알레르기도 있어서 각별히 주의 요망.
해강이 제일 좋은 오빠바라기. 때론 어려운 문제에 가장 쉬운 해답을 갖고 있는 현자.

### 마을 사람들
- 우현 : 홍 이장 역

땅끝마을 이장이자 청년회장 등 각종 감투를 쓰고 동네 구석구석 일이 생겼다 하면 한달음에 달려가는 '5분 대기조' 동네 오지라퍼.
용접부터 농기계 관리, 정화조, 수도관 공사 등 못 하는 것이 없는 해남 '맥가이버'. 누구보다 마을과 주민들을 아끼는 인물.
- 신철진 : 노 부부 역 - 할아버지

귀가 어두워 남의 말이 잘 안 들리는 할아버지와 자기 할 말만 쏟아내는 오매할머니.
겉보기엔 사람 좋고 인심 좋은 노부부처럼 보이지만 속을 알 수가 없는 사람들이다. 거기다 이른 새벽, 집으로 불쑥 찾아 오는 건 기본. 이것저것 참견과 간섭은 옵션. 주고받는 게 확실한 '기브 앤 테이크' 주의자다.
- 차미경 : 노 부부 역 - 할머니

귀가 어두워 남의 말이 잘 안 들리는 할아버지와 자기 할 말만 쏟아내는 오매할머니.
겉보기엔 사람 좋고 인심 좋은 노부부처럼 보이지만 속을 알 수가 없는 사람들이다. 거기다 이른 새벽, 집으로 불쑥 찾아 오는 건 기본. 이것저것 참견과 간섭은 옵션. 주고받는 게 확실한 '기브 앤 테이크' 주의자다.
- 정민성 : 도시 부부 역 - 도시 남편.

결혼 10년차, 빡빡한 도시 생활에 지쳐서 농촌으로 내려온 전형적인 도시부부.
공시생인 도시남편은 '죄송한데요...'를 입에 달고 사는 극강 소심남이자 과다 배려남, 시크한 도시아내는 조용하지만 건들면 욱하고 팩트 폭행은 기본, 지독한 불면증에 시달리는 중.
마을 주민들과 교류는 거의 없다. 마을 토박이 오매할머니, 신여사와는 툭하면 부딪히고 으르렁! 농촌도 다를 것 없구나!를 몸소 체험 중
- 박효주 : 도시 부부, 신필자 역 - 도시 아내

결혼 10년차, 빡빡한 도시 생활에 지쳐서 농촌으로 내려온 전형적인 도시부부.
공시생인 도시남편은 '죄송한데요...'를 입에 달고 사는 극강 소심남이자 과다 배려남, 시크한 도시아내는 조용하지만 건들면 욱하고 팩트 폭행은 기본, 지독한 불면증에 시달리는 중.
마을 주민들과 교류는 거의 없다. 마을 토박이 오매할머니, 신여사와는 툭하면 부딪히고 으르렁! 농촌도 다를 것 없구나!를 몸소 체험 중.
- 백지원 : 신 여사, 신송희 역 - '마을 지킴이'를 자처하는 모두까기 까칠녀.

마을의 가장 큰 어르신인, 말 못하는 왕할머니(노모)와 생활.
홍이장과는 콤비! 어렸을 때부터 알고 지낸 오빠 동생 사이로, 나이가 들어서까지 만나기만 하면 티격태격이다.
특별한 일이 아니고서야 귀농, 귀촌인들과 식사는 물론, 말 한 마디 섞지 않는다. 그게 마을을 지키는 거라 믿는다.

### 그 외 인물
- 신정근 : 배 감독 역
- 김기천 : 교장 박정환 역
- 안상우 : 노 사장 역 - 해남체육사 사장
- 정두겸 : 김 회장 역
- 최대훈 : 김 기자 역
- 정택현 : 오재석 역
- 김단율 : 김동현 역
- 안내상 : 팽 감독 역 - 국가대표팀 감독
- 송승환 : 이승헌 역
- 김건 : 길선균 역
- 윤봉길 : 야구부 코치 역
- 윤현수 : 박찬 역
- 조련 : 나우찬의 어머니 역
- 임철형 : 나우찬의 아버지 역
- 정현석
- 미상 : 이한솔이 과거 짝사랑했던 선배 역
- 기은세 : 이유리 역
- 노강민 : 은호 역
- 이순복 : 왕할머니 역
- 홍서준 : 정 의원 역
- 미상 : 왕할머니의 자식들 역
- 미상 : 예비 국가대표 감독 역
- 미상 : 강태선의 어머니 역 (사망)
- 미상 : 강태선의 선배 역
- 박윤영 : 이나라 역
- 박시진 : 김성훈 역 - 야구부주장
- 이석형 : 이경민 역
- 강운: 마을주민 역

### 특별 출연
- 박호산 : 박정용 선배 역(용가리)
- 조나단 토나 : 조나단 역
- 김민석 : 취준생 역
- 조재룡 : 음식점 사장 역
- 이준혁 : 유 반장 역
- 김성철 : 박 총무 역
- 박해수 : 이재준 역 (아역 : 박상원)
- 도티 (도티 扮)
- 고수빈 : 이바나 푸트리 역
- 조재윤 : 도시남자1 역
- 서도진 : 도시남자2 역
- 이시언 : 부산시민 1
- 박성근 : 정지성 역
- 허성태 : 천 코치 역
- 강승윤 : 강태선 역(13회 ~ 16회)
- 황태광 : 서울 배드민턴부 감독 역
- 권유리 : 임서현 역 (16회)
- 이용대 : 본인 역
- 이규형: 박정환 역
- 김슬기 : 장 PD 역
- 김지영 : 아영 역
- 이영은 : 여자 재수탱이 역

## OST
- 더보이즈 - 지금처럼
- 커피소년 - Focus on me
- 효정, 미미, 비니 (오마이걸) - 선생님 사랑해요
- 임단우 - 나를 찾아서
- 박지원 - CLOUD

## 수상 경력
- 2021년 SBS 연기대상 여자부문 베스트 캐릭터상 (오나라)
- 2021년 SBS 연기대상 조연상 팀부문 (라켓소년단)
- 2021년 SBS 연기대상 여자 청소년연기상 (이지원)
- 2021년 SBS 연기대상 남자 청소년연기상 (탕준상)
- 2021년 SBS 연기대상 남자 신인상 (최현욱)
- 2021년 SBS 연기대상 남자 신인상 (손상연)

## 참고 사항
- 본 드라마의 특징으로서, 프로야구 정규 시즌이 끝난 휴식기를 배경으로 하여, 수 많은 시청자들에게 큰 반향을 불러 일으킨 스포츠 드라마 '스토브리그'와는 달리, 배드민턴계의 스포츠 스타를 꿈꾸는 열여섯살 중학생들의 유기농 깨발랄 성장기를 극화한 스포츠 드라마로 기획한 것이다.[1][2]
- 프로그램 기획서에 기재된 스포츠 드라마 '라켓소년단'의 기획 의도는 다음과 같다.

1. 배드민턴
시속 300km가 넘는 강력한 스매시부터, 시속 0km에 가까운 헤어핀까지.
라켓을 떠난 셔틀콕은 매번 다른 속도와 방향으로 네트를 넘어간다. 
약수터 공놀이라는 편견은 그만! 300만 명에 육박하는 동호인 인구, 전국 총 311개 팀, 2200여 명의 엘리트 선수들이 활동하는 국민스포츠 배드민턴!
더 빠르게! 더 정확하게! 셔틀콕을 넘기기 위해 필요한 건 연습에 연습을 거듭할 뿐이다.
여기 인생의 절반을 배드민턴과 함께 자란 중3 소년들이 있다. 일명 해남서중 '라켓소년단'
전국 꼴찌! 최강 꼴통! ‘라켓소년단’을 만나게 된, 도시소년 야구부 '윤해강'
전체 부원 달랑 4명, 해체 위기의 해남서중 배드민턴부를 지켜라! 
소년체전을 향한 '라켓소년단'의 무모한 도전이 시작된다. 
2. 귀촌
대화보다 카톡이 편한, 함께하는 저녁보단 혼밥이 익숙한 도시가족.
숨 막히는 미세먼지 만큼이나 지독한 가난을 피해 땅끝마을 해남으로 귀촌을 결심한다.
4계절 내내 회색빛인 도시를 벗어나니,비로소 푸르기도 했다 붉어지는 자연의 색이 느껴진다. 
마을사람 누구 하나 서두르는 이 없고, 밥 때가 되었는지 시골 된장 냄새가 진동한다. 밤이 되니 창밖의 별도 쏟아질 듯 반짝인다.
아! 농촌으로 오길 참 잘했다. 근데...우리 내일부터 뭐 먹고 살지?
3. 열여섯, 중3
세상의 중심은 나! 반항과 허세는 기본, 인생 최대의 적은 부모와 꼰대들이다.
사랑보단 친구가 먼저, 쪽팔림은 죽기보다 싫다. 어른들 눈에는 아직 어리지만, 
이미 다 컸다고 믿는, 아니 그렇게 믿고 싶은 이 구역의 진짜 미친 녀석들! 바로 중딩이다!
이 드라마는 오합지졸 해남서중 배드민턴부 ‘라켓소년단’의 소년체전 도전기이자, 도시를 떠나 땅끝마을 해남으로 내려와 삼시세끼 자급자족하는 농촌 라이프이며, 매 순간 어느 방향으로 튈지 모르는 셔틀콕과 싱그러운 봄을 닮아있는 열여섯, 중3 소년 소녀들의 성장기이다.

- 본 작품을 연출한 조영광 PD의 인터뷰에서, "기획 단계에서, 스포츠를 러브라인이나 권력관계를 보여주는 수단으로 내세운 기존 상업적 트렌디 드라마와는 달리, 시청자들에게 다소 생소한 배드민턴을 소재로 하는 스포츠 드라마이기 때문에, 스포츠에서 피어나는 인간관계와 희로애락, 승부의 감정이 애틋한 에피소드와 잘 어우러져서 힐링과 감동을 선사할 수 있는 드라마로 방향을 잡았다"라고 덧붙였다.[3]
- 본 드라마는 문화체육관광부와 한국콘텐츠진흥원의 우수 방송영상콘텐츠로 선정되어 제작 지원한 작품이다.
- 이지원과 김상경은 영화 《1급기밀》 이후 3년만에 다시 호흡을 맞추는 계기가 되었다.

## 편성 변경 및 결방
- 2021년 5월 31일 ~ 2021년 6월 1일 : 90분 확대 편성
- 2021년 7월 26일 : 2020년 도쿄 하계 올림픽 편성 관계로 밤 10시 20분 편성
- 2021년 8월 2일 : SBS 예능프로그램 <동상이몽 2 - 너는 내 운명> 편성 관계로 결방